# Campeonato Europeu de Atletismo em Pista Coberta de 2023 - Pentatlo feminino
A prova do pentatlo feminino do Campeonato Europeu de Atletismo em Pista Coberta de 2023 foi disputada no dia 3 de março de 2023 na Ataköy Athletics Arena, em Istambul, na Turquia.

## Recordes
Antes desta competição, os recordes mundiais e do campeonato nesta prova eram os seguintes:
|                       | Nome                      | Nacionalidade | Pontos   | Local    | Data               |
| --------------------- | ------------------------- | ------------- | -------- | -------- | ------------------ |
| Recorde mundial       | Natallia Dobrynska        | Ucrânia       | 5013 pts | Istambul | 9 de março de 2012 |
| Recorde europeu       | Natallia Dobrynska        | Ucrânia       | 5013 pts | Istambul | 9 de março de 2012 |
| Recorde do campeonato | Katarina Johnson-Thompson | Reino Unido   | 5000 pts | Praga    | 6 de março de 2015 |

Os seguintes recordes foram estabelecidos durante esta competição:
| Data       | Evento | Atletas          | Nacionalidade | Pontos | Notas |
| ---------- | ------ | ---------------- | ------------- | ------ | ----- |
| 3 de março | Final  | Nafissatou Thiam | Bélgica       | 5.055  | ,     |

## Medalhistas
| Ouro                   | Prata                | Bronze           |
| Nafissatou Thiam (BEL) | Adrianna Sulek (POL) | Noor Vidts (BEL) |

## Cronograma
Todos os horários são locais (UTC +3).
| Data       | Hora  | Evento                  |
| ---------- | ----- | ----------------------- |
| 3 de março | 09:00 | 60 metros com barreiras |
| 3 de março | 09:45 | Salto em altura         |
| 3 de março | 12:30 | Arremesso de peso       |
| 3 de março | 19:10 | Salto em distância      |
| 3 de março | 21:05 | 800 metros              |

## Resultados

### 60 metros com barreiras
A prova foi realizada às 09:00 no dia 3 de março.
| Posição | Bateria | Raia | Atleta           | Nacionalidade | Tempo | Notas                | Pontos |
| ------- | ------- | ---- | ---------------- | ------------- | ----- | -------------------- | ------ |
| 1       | 2       | 7    | Noor Vidts       | Bélgica       | 8.21  | Recorde da temporada | 1082   |
| 2       | 2       | 6    | Adrianna Sułek   | Polónia       | 8.21  | Recorde pessoal      | 1082   |
| 3       | 2       | 3    | Nafissatou Thiam | Bélgica       | 8.23  | =                    | 1077   |
| 4       | 2       | 8    | Holly Mills      | Grã-Bretanha  | 8.34  | Recorde da temporada | 1052   |
| 5       | 2       | 2    | Saga Vanninen    | Finlândia     | 8.35  |                      | 1050   |
| 6       | 1       | 6    | Sofie Dokter     | Países Baixos | 8.37  |                      | 1046   |
| 7       | 1       | 5    | Marijke Esselink | Países Baixos | 8.39  |                      | 1041   |
| 8       | 1       | 4    | Sveva Gerevini   | Itália        | 8.43  |                      | 1032   |
| 9       | 2       | 5    | Xénia Krizsán    | Hungria       | 8.46  |                      | 1026   |
| 10      | 2       | 4    | Léonie Cambours  | França        | 8.52  |                      | 1013   |
| 11      | 1       | 2    | Yuliya Loban     | Ucrânia       | 8.56  |                      | 1004   |
| 12      | 1       | 7    | Kate O'Connor    | Irlanda       | 8.64  |                      | 987    |
| 13      | 1       | 3    | Bianca Salming   | Suécia        | 9.04  |                      | 902    |

### Salto em altura
A prova foi realizada às 09:45 no dia 3 de março.
| Posição | Atleta           | Nacionalidade | 1.62 | 1.65 | 1.68 | 1.71 | 1.74 | 1.77 | 1.80 | 1.83 | 1.86 | 1.89 | 1.92 | 1.95 | Resultado | Pontos | Notas                | Total |
| ------- | ---------------- | ------------- | ---- | ---- | ---- | ---- | ---- | ---- | ---- | ---- | ---- | ---- | ---- | ---- | --------- | ------ | -------------------- | ----- |
| 1       | Nafissatou Thiam | Bélgica       | –    | –    | –    | –    | –    | –    | o    | o    | o    | o    | xxo  | xxx  | 1.92      | 1132   | Recorde da temporada | 2209  |
| 2       | Adrianna Sułek   | Polónia       | –    | –    | –    | –    | o    | o    | o    | o    | o    | xo   | xxx  |      | 1.89      | 1093   | =                    | 2175  |
| 3       | Noor Vidts       | Bélgica       | –    | –    | o    | o    | o    | o    | o    | xo   | xxx  |      |      |      | 1.83      | 1016   | Recorde da temporada | 2098  |
| 4       | Sofie Dokter     | Países Baixos | –    | –    | o    | o    | xo   | o    | xo   | xxo  | xxx  |      |      |      | 1.83      | 1016   |                      | 2062  |
| 5       | Holly Mills      | Grã-Bretanha  | –    | –    | o    | xo   | xo   | o    | xxx  |      |      |      |      |      | 1.77      | 941    | Recorde pessoal      | 1993  |
| 6       | Yuliya Loban     | Ucrânia       | o    | o    | o    | xo   | xxo  | xo   | xxx  |      |      |      |      |      | 1.77      | 941    | Recorde da temporada | 1945  |
| 7       | Bianca Salming   | Suécia        | –    | xo   | o    | xo   | xo   | xxo  | xxx  |      |      |      |      |      | 1.77      | 941    |                      | 1843  |
| 8       | Sveva Gerevini   | Itália        | o    | o    | xo   | xxo  | xxo  | xxx  |      |      |      |      |      |      | 1.74      | 903    | Recorde pessoal      | 1935  |
| 8       | Kate O'Connor    | Irlanda       | –    | xo   | o    | xxo  | xxo  | xxx  |      |      |      |      |      |      | 1.74      | 903    |                      | 1890  |
| 10      | Xénia Krizsán    | Hungria       | o    | xo   | o    | xo   | xxx  |      |      |      |      |      |      |      | 1.71      | 867    |                      | 1893  |
| 12      | Léonie Cambours  | França        | o    | –    | xxo  | xxo  | xxx  |      |      |      |      |      |      |      | 1.71      | 867    |                      | 1880  |
| 13      | Saga Vanninen    | Finlândia     | o    | o    | o    | xxx  |      |      |      |      |      |      |      |      | 1.68      | 830    |                      | 1880  |

### Arremesso de peso
A prova foi realizada às 12:30 no dia 3 de março.
| Posição | Atleta           | Nacionalidade | #1    | #2    | #3    | Resultado | Notas | Pontos               | Total |
| ------- | ---------------- | ------------- | ----- | ----- | ----- | --------- | ----- | -------------------- | ----- |
| 1       | Nafissatou Thiam | Bélgica       | 14.80 | 15.49 | 15.54 | 15.54     | 897   | Recorde pessoal      | 3106  |
| 2       | Saga Vanninen    | Finlândia     | 14.97 | 15.20 | x     | 15.20     | 874   |                      | 2754  |
| 3       | Yuliya Loban     | Ucrânia       | 14.51 | 13.93 | x     | 14.51     | 828   | =                    | 2773  |
| 4       | Kate O'Connor    | Irlanda       | 14.02 | 14.37 | 14.24 | 14.37     | 819   | Recorde pessoal      | 2709  |
| 5       | Noor Vidts       | Bélgica       | 13.94 | 14.12 | 14.01 | 14.12     | 802   | Recorde da temporada | 2900  |
| 6       | Xénia Krizsán    | Hungria       | 13.69 | 14.06 | 13.32 | 14.06     | 798   | Recorde da temporada | 2691  |
| 7       | Adrianna Sułek   | Polónia       | 13.89 | x     | 13.65 | 13.89     | 787   | Recorde pessoal      | 2962  |
| 8       | Bianca Salming   | Suécia        | 13.74 | x     | 13.58 | 13.74     | 777   |                      | 2620  |
| 9       | Marijke Esselink | Países Baixos | 13.38 | 13.65 | x     | 13.65     | 771   | Recorde pessoal      | 2679  |
| 10      | Sofie Dokter     | Países Baixos | 12.99 | 13.47 | 13.10 | 13.47     | 759   | Recorde pessoal      | 2821  |
| 11      | Holly Mills      | Grã-Bretanha  | 12.63 | 12.99 | x     | 12.99     | 772   |                      | 2720  |
| 12      | Sveva Gerevini   | Itália        | 11.20 | 11.34 | 12.20 | 12.20     | 674   |                      | 2609  |
| –       | Léonie Cambours  | França        | DNS   | DNS   | DNS   | DNS       | DNS   | DNS                  | DNS   |

### Salto em distância
A prova foi realizada às 19:10 no dia 3 de março.
| Posição | Atleta           | Nacionalidade | #1   | #2   | #3   | Resultado | Notas | Pontos               | Total |
| ------- | ---------------- | ------------- | ---- | ---- | ---- | --------- | ----- | -------------------- | ----- |
| 1       | Adrianna Sułek   | Polónia       | 6.52 | 6.37 | 6.62 | 6.62      | 1046  | Recorde pessoal      | 4008  |
| 2       | Nafissatou Thiam | Bélgica       | 6.36 | 6.52 | 6.59 | 6.59      | 1036  | Recorde da temporada | 4142  |
| 3       | Noor Vidts       | Bélgica       | 6.23 | 6.44 | 6.55 | 6.55      | 1023  | Recorde da temporada | 3923  |
| 4       | Sveva Gerevini   | Itália        | 6.08 | 5.87 | x    | 6.08      | 874   |                      | 3483  |
| 5       | Saga Vanninen    | Finlândia     | 5.85 | 6.07 | 5.96 | 6.07      | 871   |                      | 3625  |
| 6       | Xénia Krizsán    | Hungria       | 5.85 | 6.05 | 5.98 | 6.05      | 865   |                      | 3556  |
| 7       | Sofie Dokter     | Países Baixos | x    | 6.04 | 6.00 | 6.04      | 862   |                      | 3683  |
| 8       | Kate O'Connor    | Irlanda       | 5.78 | 5.91 | 5.58 | 5.91      | 822   |                      | 3531  |
| 9       | Holly Mills      | Grã-Bretanha  | 5.65 | 5.71 | 5.85 | 5.85      | 804   |                      | 3524  |
| 10      | Marijke Esselink | Países Baixos | 5.65 | x    | 5.82 | 5.82      | 795   | Recorde da temporada | 3474  |
| 11      | Bianca Salming   | Suécia        | x    | 5.48 | 3.05 | 5.48      | 694   |                      | 3314  |
| 12      | Yuliya Loban     | Ucrânia       | 3.98 | 4.71 | 5.38 | 5.38      | 665   |                      | 3438  |

### 800 metros
A prova foi realizada às 21:05 no dia 3 de março.
| Posição | Raia | Atleta           | Nacionalidade | Tempo   | Notas                | Pontos | Total |
| ------- | ---- | ---------------- | ------------- | ------- | -------------------- | ------ | ----- |
| 1       | 2    | Adrianna Sułek   | Polónia       | 2:07.17 | CB                   | 1006   | 5014  |
| 2       | 6    | Xénia Krizsán    | Hungria       | 2:11.87 | Recorde da temporada | 937    | 4493  |
| 3       | 8    | Holly Mills      | Grã-Bretanha  | 2:12.58 | Recorde da temporada | 927    | 4451  |
| 4       | 1    | Nafissatou Thiam | Bélgica       | 2:13.60 | Recorde pessoal      | 913    | 5055  |
| 5       | 3    | Noor Vidts       | Bélgica       | 2:14.52 | Recorde da temporada | 900    | 4823  |
| 6       | 9    | Sveva Gerevini   | Itália        | 2:15.88 |                      | 800    | 4363  |
| 7       | 12   | Bianca Salming   | Suécia        | 2:16.12 |                      | 877    | 4191  |
| 8       | 10   | Marijke Esselink | Países Baixos | 2:19.87 | Recorde pessoal      | 825    | 4299  |
| 9       | 7    | Kate O'Connor    | Irlanda       | 2:20.08 |                      | 822    | 4353  |
| 10      | 4    | Sofie Dokter     | Países Baixos | 2:20.53 |                      | 816    | 4499  |
| 11      | 5    | Saga Vanninen    | Finlândia     | 2:20.64 | Recorde pessoal      | 815    | 4440  |
| 12      | 11   | Yuliya Loban     | Ucrânia       | 2:33.25 |                      | 653    | 4091  |

## Classificação final
A classificação final foi a seguinte.
| Colocação         | Atleta           | Nacionalidade | 60 m C/B  | SA        | AP        | SD        | 800 m        | Total | Notas                |
| ----------------- | ---------------- | ------------- | --------- | --------- | --------- | --------- | ------------ | ----- | -------------------- |
| Medalha de ouro   | Nafissatou Thiam | Bélgica       | 1077 8.23 | 1132 1.92 | 897 15.54 | 1036 6.59 | 913 2:13.60  | 5055  | Recorde mundial      |
| Medalha de prata  | Adrianna Sułek   | Polónia       | 1082 8.21 | 1093 1.89 | 787 13.89 | 1046 6.62 | 1006 2:07.17 | 5014  | Recorde nacional     |
| Medalha de bronze | Noor Vidts       | Bélgica       | 1082 8.21 | 1016 1.83 | 802 14.12 | 1023 6.55 | 900 2:14.52  | 4823  | Recorde da temporada |
| 4                 | Sofie Dokter     | Países Baixos | 1046 8.37 | 1016 1.83 | 759 13.47 | 862 6.04  | 816 2:20.53  | 4499  | Recorde da temporada |
| 5                 | Xénia Krizsán    | Hungria       | 1026 8.46 | 867 1.71  | 798 14.06 | 865 6.05  | 937 2:11.87  | 4493  |                      |
| 6                 | Holly Mills      | Grã-Bretanha  | 1052 8.34 | 941 1.77  | 727 12.99 | 804 5.85  | 927 2:12.58  | 4451  | Recorde da temporada |
| 7                 | Saga Vanninen    | Finlândia     | 1050 8.35 | 830 1.68  | 874 15.20 | 871 6.07  | 815 2:20.64  | 4440  |                      |
| 8                 | Sveva Gerevini   | Itália        | 1032 8.43 | 903 1.74  | 674 12.20 | 874 6.08  | 880 2:15.88  | 4363  |                      |
| 9                 | Kate O'Connor    | Irlanda       | 987 8.64  | 903 1.74  | 819 14.37 | 822 5.91  | 822 2:20.08  | 4353  |                      |
| 10                | Marijke Esselink | Países Baixos | 1041 8.39 | 867 1.71  | 771 13.65 | 795 5.82  | 825 2:19.87  | 4299  | Recorde pessoal      |
| 11                | Bianca Salming   | Suécia        | 902 9.04  | 941 1.77  | 777 13.74 | 694 5.48  | 877 2:16.12  | 4191  |                      |
| 12                | Yuliya Loban     | Ucrânia       | 1004 8.56 | 941 1.77  | 828 14.51 | 665 5.38  | 653 2:33.25  | 4091  |                      |
| 13                | Léonie Cambours  | França        | 1013 8.52 | 867 1.71  | 0\|DNS    | DNS       | DNS          | DNF   |                      |

Legenda
| Recorde mundial       | Recorde mundial (World record)               |                       | Recorde africano                      | Recorde africano (African) |                                           | Q | Classificado por posição (Qualified) |
| Recorde do campeonato | Recorde do campeonato (Championship record)  | Recorde da América    | Recorde da América (Americas)         | q                          | Classificado por melhor tempo (Qualified) |   |                                      |
| Melhor marca do ano   | Melhor marca do ano (World leading)          | Recorde asiático      | Recorde asiático (Asian)              | DNS                        | Não largou (Did not start)                |   |                                      |
| Recorde nacional      | Recorde nacional (National record)           | Recorde europeu       | Recorde europeu (European)            | DNF                        | Não terminou (Did not finish)             |   |                                      |
| Recorde pessoal       | Recorde pessoal do atleta (Personal best)    | Recorde da Oceania    | Recorde da Oceania (Oceania)          | DSQ / DQ                   | Desclassificado (Disqualified)            |   |                                      |
| Recorde da temporada  | Recorde da temporada do atleta (Season best) | Recorde sul-americano | Recorde sul-americano (South America) | NM                         | Sem marca (No mark)                       |   |                                      |